# Frank Schöbel
Frank Schöbel (ur. 11 grudnia 1942 w Lipsku) – niemiecki piosenkarz, autor ponad 250 i wykonawca ponad 550 piosenek, jedna z gwiazd NRD-owskiej sceny muzycznej, 10-krotnie wybierany na "telewizyjnego faworyta roku" przez telewidzów. 
Karierę artystyczną rozpoczął w 1962, pierwszy singel, Lucky-Lucky, wydał w 1964. Jego pierwszym komercyjnym sukcesem był wydany w 1971 singel Wie ein Stern, sprzedany w nakładzie 400 tys. egzemplarzy w NRD i 150 tys. w RFN. Ogółem do 2006 wydał 32 płyty. Nikt już nie poprawi ustanowionego przez Franka Schöbela rekordu NRD w sprzedaży płyty: 1,5 miliona sprzedanych egzemplarzy LP Weihnachten in Familie wydanego w 1984.
Występował w 23 krajach, w tym także w Japonii czy RFN, podczas uroczystości otwarcia Mistrzostw Świata w Piłce Nożnej we Frankfurcie w 1974. 
Prowadził także własne programy telewizyjne i radiowe. 
W 1998 wydał książkę autobiograficzną Frank und frei.

## Dyskografia
- 2006 – „Egal was passiert“ (w duecie z Frankiem Zanderem)
- 2004 – „Fröhliche Weihnachten mit Frank“
- 2003 – „Augenblicke“
- 2002 – „Wie ein Stern. Die 40 schönsten Songs zum Jubiläum“
- 2002 – „Leben...so wie ich es mag“
- 2000 – „Einmal Himmel und zurück“
- 2000 – „Nur das Beste“
- 2000 – „Heimliche Träume“
- 2000 – „Schlager Rendezvous“
- 2000 – „Die schönsten Balladen und Lovesongs“
- 1999 – „Seine Hits der neunziger Jahre“
- 1999 – „Die schönsten Balladen“
- 1998 – „Heißer Sommer“
- 1998 – „frank und frei. belächelt,bekannt,beknackt – CD zum Buch“
- 1996 – „Mädchen du bist schön“
- 1996 – „Gold 2“
- 1995 – „Jetzt oder nie“
- 1994 – „Fröhliche Weihnachten in Familie“
- 1994 – „Gold“
- 1993 – „Seine Hits der achtziger Jahre“
- 1993 – „Seine Hits der siebziger Jahre“
- 1993 – „Seine Hits der sechziger Jahre“
- 1989 – „Wir brauchen keine Lügen mehr“
- 1986 – „Ich brauch dich so“
- 1985 – „Weihnachten in Familie“
- 1981 – „Das Jubiläumsalbum“
- 1981 – „Wovon ich träume“
- 1980 – „Frank International“
- 1978 – „Frank“
- 1977 – „O Lady“
- 1975 – „Ich bleib' der Alte“
- 1975 – „Komm, wir malen eine Sonne“
- 1975 – „Songs für dich“
- 1975 – „Insel im Golf von Cazone“
- 1975 – „Die großen Erfolge“
- 1974 – „Ja, der Fußball ist rund wie die Welt“
- 1974 – „Freunde gibt es überall“ (Schöbel wykonuje utwór tytułowy, hymn Mistrzostw Świata w Piłce Nożnej we Frankfurcie)
- 1973 – „Frank Schöbel“
- 1973 – „Nicht schummeln, Liebling!“ (z Chris Doerk)
- 1972 – „Hallo Dolly“
- 1972 – „Wie ein Stern“
- 1971 – „Für unsere Freunde“ (z Chris Doerk)
- 1969 – „Chris & Frank“ (z Chris Doerk)
- 1968 – „Heißer Sommer“ (z Chris Doerk. Film od tej ścieżki dźwiękowej ukazał się w Polsce pod tytułem Rozṡpiewane wakacje)
- 1964 – „Lucky-Lucky“

## Filmografia
- 1972 – Nicht schummeln, Liebling
- 1967 – Heißer Sommer (Ukazał się w Polsce pod tytułem Rozṡpiewane wakacje)
- 1967 – Hochzeitsnacht im Regen
- 1966 – Reise ins Ehebett